# Higgsboson

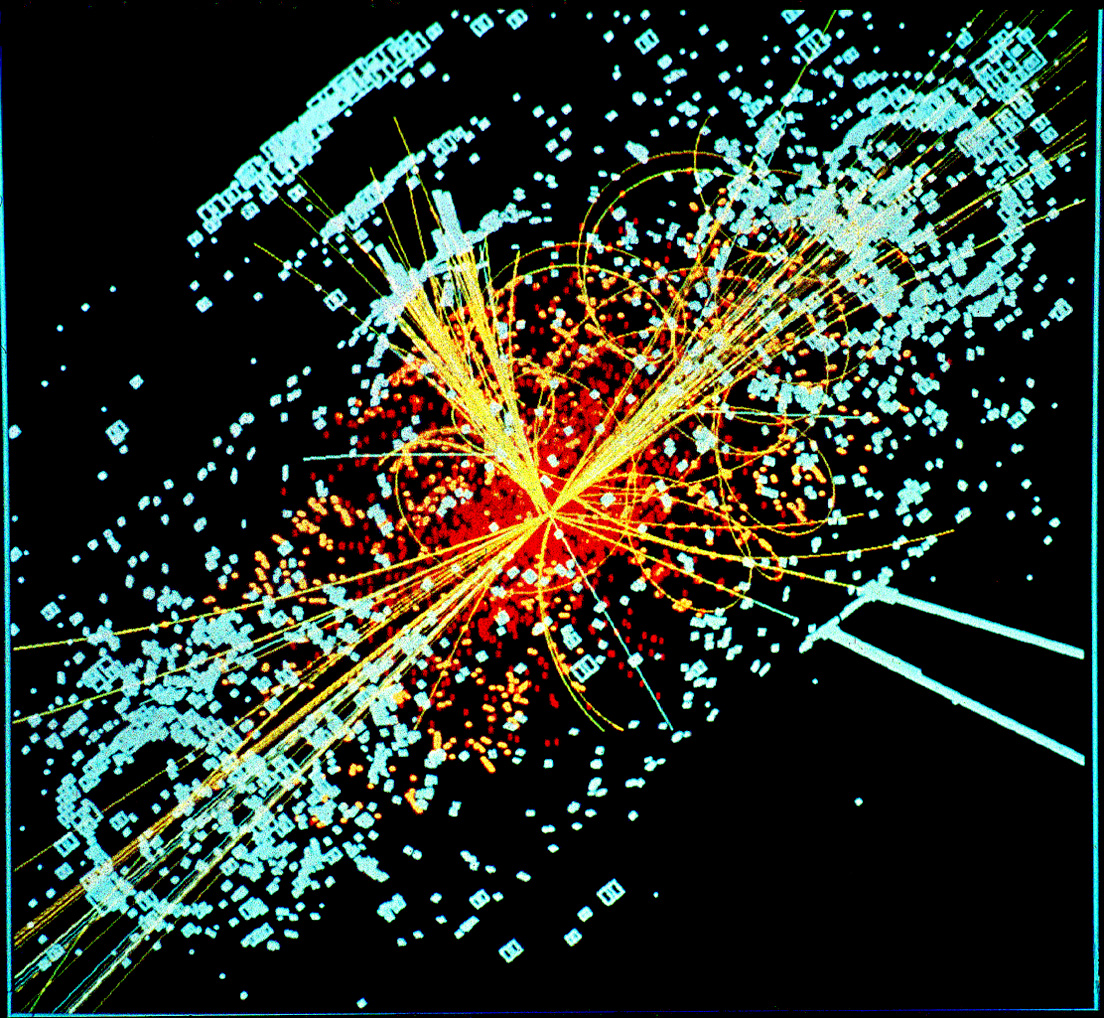
Higgsbosonen

Higgsbosonen (även: Higgs boson eller Higgspartikeln) är en partikel i partikelfysikens standardmodell, som genom Higgsmekanismen och Higgs-fältet beskriver varför partiklar har massa. Vid ett seminarium vid CERN den 4 juli 2012 tillkännagav talespersonen Fabiola Gianotti att man sannolikt upptäckt Higgsbosonen. Slutsatsen drogs utifrån de experiment som utfördes 2011–2012 vid CERN:s nya partikelaccelerator LHC, som stod färdig i september 2008. Man hade hittat en ny boson i massaområdet 125 GeV, den tyngsta boson-partikeln någonsin, som stämmer överens med teorin om Higgsbosonen. Upptäckten beskrivs som "monumental". Resultaten ifrån 2012 års experiment analyserades fortfarande i början av 2013, bekräftats existera den 14 mars 2013.

## Egenskaper
I standardmodellen har higgsbosonen en fundamental roll: Den är en komponent i higgsfältet, som genomsyrar universum och gör att både higgsbosonen själv och andra partiklar har massa. De massiva vektorbosonerna W och Z får massa genom Higgsmekanismen, medan fotonen förblir masslös. Fermioner, som elektroner och kvarkar, får massa genom Yukawakopplingar till higgsfältet. 

## Teoretiska överväganden

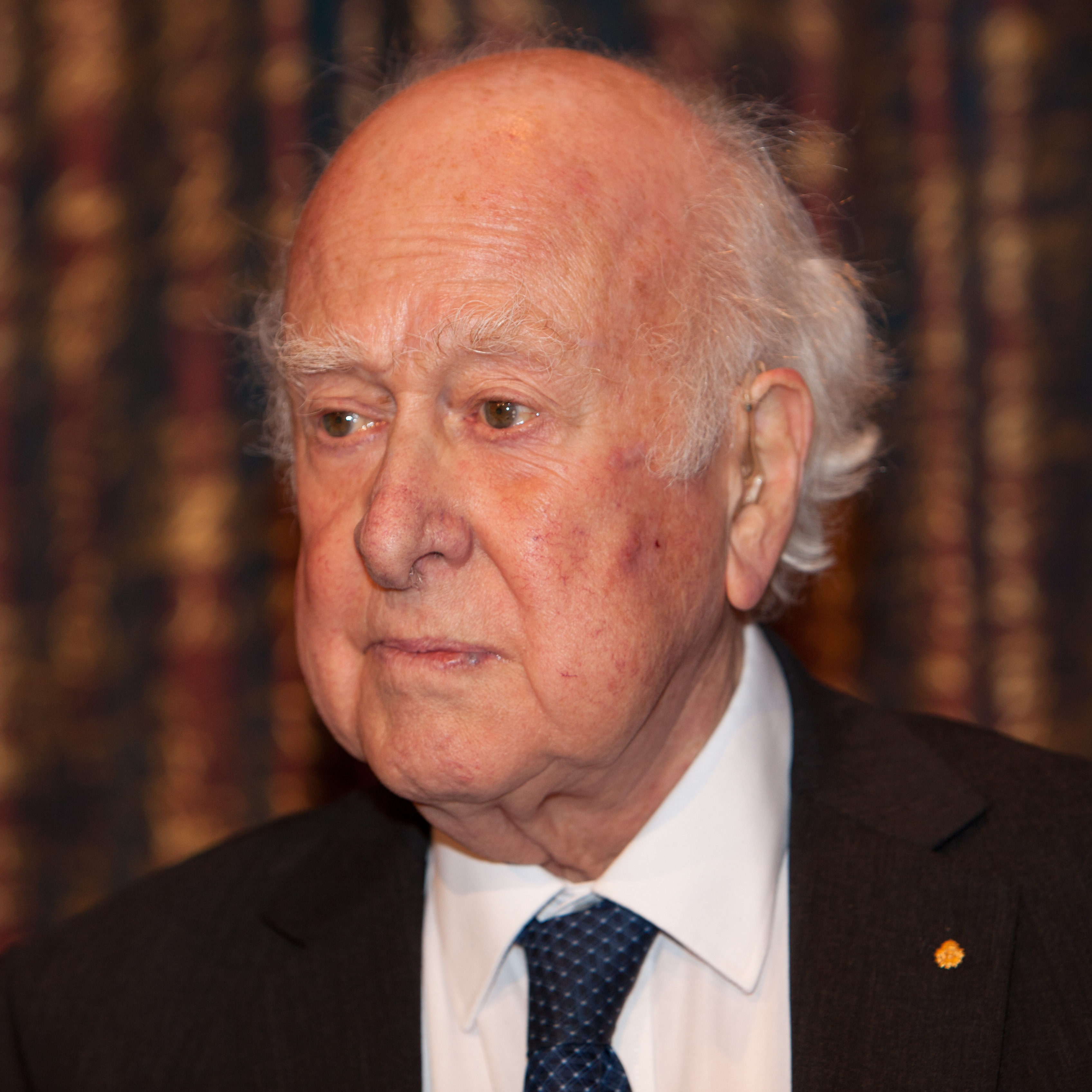
Nobelpristagare Peter Higgs i Stockholm, december 2013

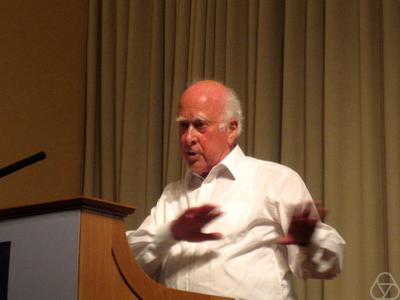
Peter Higgs (2009), en av de sex vinnarna av J.J. Sakurai-priset 2010.

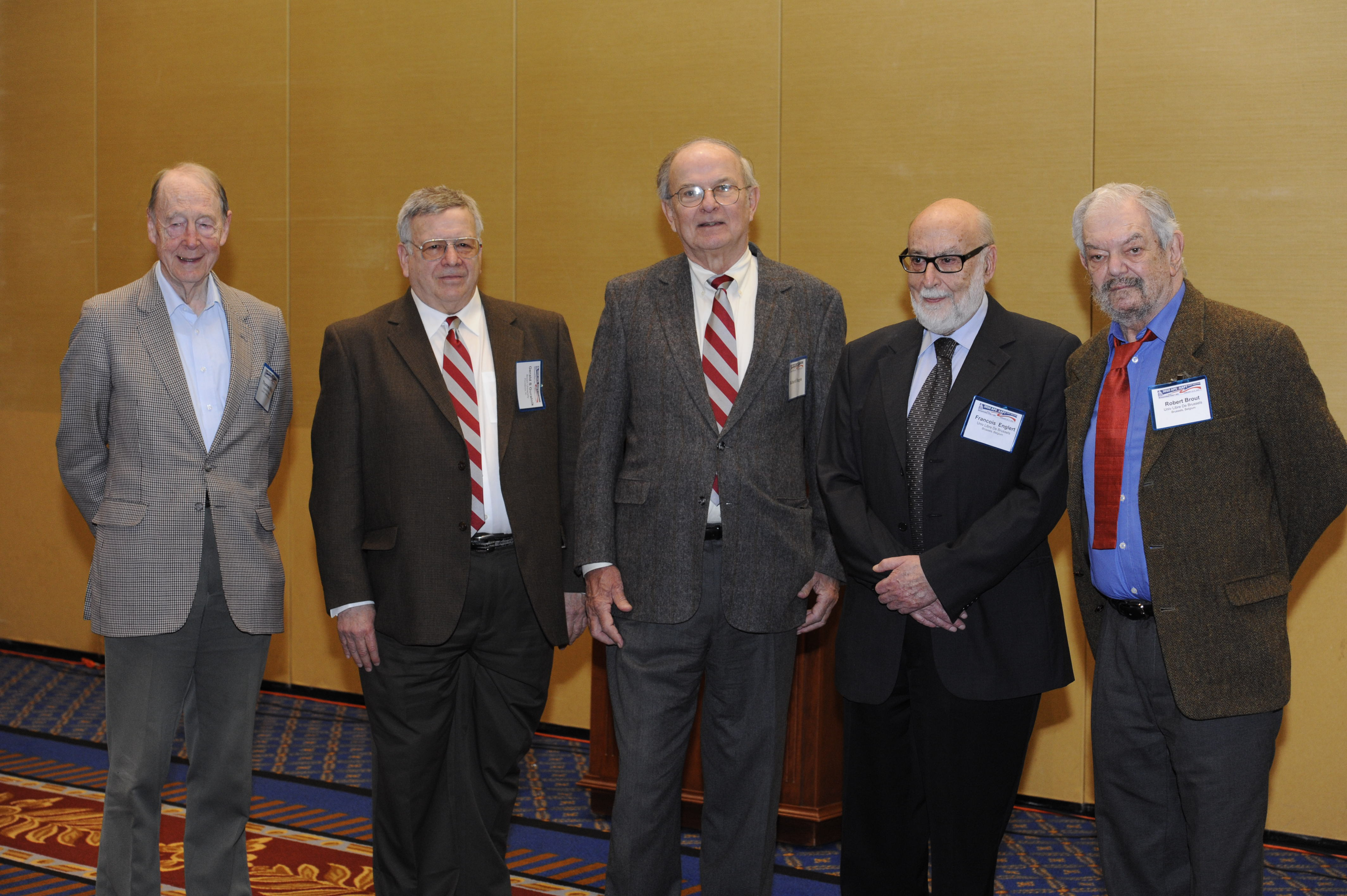
Övriga fem vinnare av 2010 års APS J.J. Sakurai Pris. Från vänster till höger: Kibble, Guralnik, Hagen, Englert och Brout.

De första förutsägelserna om higgsbosonen och higgsmekanismen gjordes 1964 av François Englert i Bryssel och en månad senare av den brittiske fysikern Peter Higgs och senare av Robert Brout och Carl Hagen. Deras idéer byggde på tidigare resultat av Philip W. Anderson, Gerald Guralnik, Carl R. Hagen och Tom Kibble. Steven Weinberg och Abdus Salam var de första som använde higgsmekanismen för att förklara elektrosvagt symmetribrott, vilket ledde till den elektrosvaga teorin.
Higgsmekanismen bygger på spontant symmetribrott av den elektrosvaga teorins gaugesymmetri, som går under namnet SU(2)×U(1), där SU(2) och U(1) är två Liegrupper. Efter symmetribrottet återstår endast en U(1)-symmetri. Man säger därför att symmetrin bryts från SU(2)×U(1) till U(1).
I standardmodellen består higgsfältet av två neutrala och ett elektriskt laddat delfält. Av fälten hör det laddade och ett av de neutrala samman med goldstonebosoner, som saknar massa och är ickefysikaliska. Dessa "äts" enligt higgsmekanismen av W- och Z-bosonerna och utgör efter symmetribrottet deras longitudinella polarisationskomponenter, vilka inte kan förekomma för masslösa vektorbosoner som fotonen. Det andra neutrala delfältet är higgsbosonen, som har en massa som är av samma storleksordning som massan för W och Z.

## Experimentell verksamhet
Genom att kombinera resultaten från experimenten ATLAS och CMS vid LHC har den potentiella Higgsbosonens massa bestämts till mH = 125,09 ±0,21 (stat.) ±0,11 (syst.) GeV. Dessutom har dess spinn bestämts till noll och pariteten är positiv.

## Gudspartikeln
I media kallas partikeln ofta för Gudspartikeln, vilket inte är populärt bland vissa vetenskapsmän eftersom dessa anser att det är ett missledande namn, skapat av förläggaren till nobelpristagaren Leon Ledermans bok The God Particle: If the Universe Is the Answer, What Is the Question? Lederman själv hade först tänkt att referera till partikeln som "The goddamn particle".